# Edendorfer Tonkuhle
Die Edendorfer Tonkuhle im Itzehoer Stadtteil Edendorf ist ein Tagebaurestsee. Da es mehrere Tonkuhlen in Edendorf gibt, wird sie zur Abgrenzung von den kleineren auch als große Edendorfer Tonkuhle bezeichnet.
Nach dem Abbau von Ton Ende des 19. und Anfang des 20. Jahrhunderts füllte sich die Grube mit Wasser und wurde später als Grünanlage hergerichtet. Heute wird das Gewässer auch als Angelgewässer vom SAV Itzehoe genutzt.